# Tordylium
- Commons
- Wikispecies

Tordylium L. é um género botânico pertencente à família Apiaceae.

## Sinonímia
- Synelcosciadium Boiss.

## Espécies
- Tordylium apulum
- Tordylium brachytaenium
- Tordylium elegans
- Tordylium maximum
- Tordylium officinale
- «Lista completa»

## Classificação do gênero
| Sistema | Classificação                    | Referência               |
| ------- | -------------------------------- | ------------------------ |
| Linné   | Classe Pentandria, ordem Digynia | Species plantarum (1753) |